# Macbeth (film, 1911)
Pour les articles homonymes, voir Macbeth.
Pour plus de détails, voir Fiche technique et Distribution.
Macbeth est un film britannique muet, réalisé par Will Barker en 1911.

## Fiche technique
- Titre original : Macbeth
- Réalisation : Will Barker
- Histoire : William Shakespeare, d'après sa pièce éponyme
- Société de production : 
  - Co-operative Cinematograph
  - Stratford Memorial Theatre Company
- Pays de production :  Royaume-Uni
- Société de distribution : Co-operative Cinematograph
- Format : Noir et blanc – Muet
- Genre : Drame
- Durée : 14 minutes
- Date de sortie : 
  - Royaume-Uni : avril 1911

## Distribution
- Frank R. Benson (en) : Macbeth
- Constance Benson : Lady Macbeth
- Murray Carrington
- Nora Lancaster
- Eric Maxim
- Guy Rathbone